# Comité du 9-Mai
Le Comité du 9-Mai (C9M) est un groupe informel d'extrême droite français créé en 1994 à la suite de la mort de Sébastien Deyzieu, militant nationaliste de 22 ans, tombé d'un immeuble le 7 mai 1994 alors qu'il tente d'échapper à la police lors d'une manifestation interdite à Paris. Fondé initialement par le Groupe union défense (GUD), le Front national de la jeunesse (FNJ) et les Jeunesses nationalistes révolutionnaires (JNR), le C9M organise chaque année une commémoration à Paris.
Au fil des années, la structure rassemble diverses mouvances nationalistes, néofascistes et néonazies. L'organisation de ces manifestations est reprise par le Bloc identitaire au milieu des années 2000, puis est récupérée par les JNR avant leur dissolution. Elle est ensuite reprise en main par le Bastion social et les Zouaves Paris (ZVP), tous deux successeurs du GUD, en 2017. À la suite de la dissolution du Bastion social en 2019, l'organisation est reprise par L'Alvarium, ZVP et plusieurs organisations satellites du Bastion social, puis est dirigée par Marc de Cacqueray-Valménier depuis 2023.
Ces rassemblements tombent en désuétude durant les années 2000 avant de connaître une résurgence à la suite de leur reprise par le Bastion social et ZVP. Ils ont parfois été interdits par les autorités et font l'objet de contre-manifestations antifascistes.

## Contexte
Le 7 mai 1994, le Groupe union défense (GUD) et les Jeunesses nationalistes révolutionnaires (JNR) organisent une manifestation à Paris intitulée « Bienvenue aux ennemis de l'Europe ! » visant à critiquer l'« impérialisme américain », notamment à l'approche des commémorations du 50e anniversaire du débarquement allié du 6 juin 1944. Elle est initialement prévue place Denfert-Rochereau à 17 heures.
La manifestation ayant été interdite par le préfet de police de Paris, Philippe Massoni, les forces de police sont nombreuses sur la place Denfert-Rochereau, lieu prévu de manifestation. Après des affrontements, 107 manifestants sont arrêtés, seuls quelques-uns arrivent à échapper à la police. Après une course-poursuite, Sébastien Deyzieu, militant de L'Œuvre française, qui tente de fuir en montant dans un immeuble, fait une chute mortelle entre le quatrième et le cinquième étage du 4, rue des Chartreux.
Selon les organisateurs de la manifestation, « des témoignages recueillis [peuvent] pour certains évoquer la piste d'une provocation policière servant à créditer un ministre, M. Pasqua, d'être un combattant anti-fasciste. »

## Création du Comité du 9-Mai
À la suite de ces événements, le Comité du 9-Mai (C9M) est créé par le GUD, le Front national de la jeunesse et les Jeunesses nationalistes révolutionnaires pour honorer cette mort. Le C9M tente d'envahir l'appartement du ministre de l'Intérieur, puis envahit les locaux de Fun Radio avec des armes de poing et demande la démission de Charles Pasqua à l'antenne,. Le 16 mai, à 19 h, le C9M organise, avec l'Œuvre française et le Front national, une manifestation place Denfert-Rochereau.
Sept militants sont condamnés à des peines de privation des droits civiques d'une durée de deux à trois ans pour l'invasion de la station de radio. Marine Le Pen, Philippe Péninque et Jean-Pierre Emié assurent la défense de ces militants lors de leur procès en appel,.
Il s'agit d'un groupe informel constitué de plusieurs mouvements d'extrême droite, rassemblant nationalistes, néofascistes et néonazis au tournant des années 2020.

## Organisation
À la suite de ces événements, tous les 9 mai, le Comité du 9-Mai organise une marche commémorative. Elle prend la forme d'un défilé aux flambeaux, allant de l'esplanade de l'Observatoire, située près de la gare RER Port-Royal, à la rue des Chartreux et rassemble quelques centaines de militants. Après de brèves allocutions devant l'immeuble d'où le militant nationaliste est tombé, les manifestants entonnaient le chant Les Lansquenets.
En 2005, le rassemblement est organisé par le Bloc identitaire. En 2009, Serge Ayoub récupère l'organisation du C9M. Ses Jeunesses nationalistes révolutionnaires (JNR) s'occupent alors du service d'ordre. À la suite de la dissolution des JNR et de Troisième Voie après l'affaire Clément Méric en 2013, Serge Ayoub cesse d'organiser ces rassemblements.
En décembre 2017, le C9M est repris en main par le Bastion social et Zouaves Paris (ZVP), deux organisations issues du GUD après sa dissolution. Le Bastion social étant dissous en 2019, ce sont ses organisations satellites qui prennent le relais dans l'organisation du défilé, aux côtés de ZVP et de L'Alvarium,. En 2023, l'organisation du C9M est désormais contrôlée par Marc de Cacqueray-Valménier. Cette même année, après le défilé dans Paris, le rassemblement se poursuit à Saint-Cyr-l'École, où se déroule un concert de rock néonazi.

## Participants
En 2007, le rassemblement bénéficie du renfort de supporters du Paris Saint-Germain (PSG) venus commémorer, en plus de la mort de Sébastien Deyzieu, la mort de Julien Quemener, supporter tué par un policier après un match entre le PSG et le Hapoël Tel Aviv.

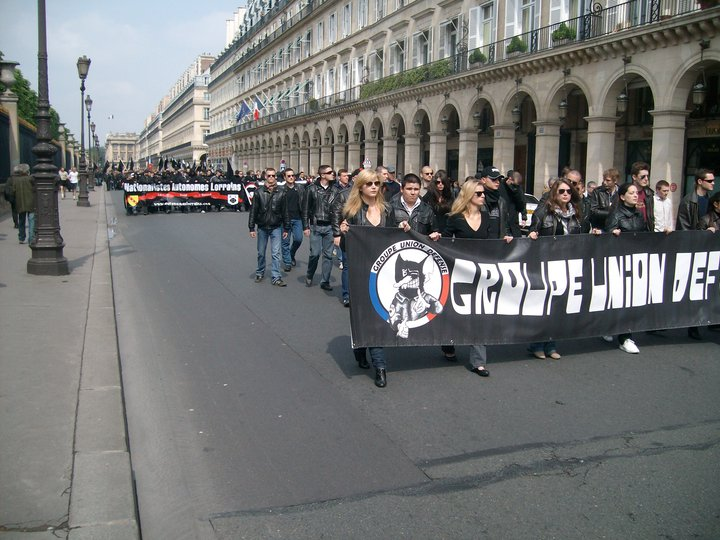
Le GUD à la marche du Comité du 9-Mai de 2010.

En 2010, plusieurs mouvements politiques, tels la Nouvelle Droite populaire de l'ancien député alsacien Robert Spieler, Terre et Peuple de Pierre Vial, les Nationalistes autonomes de Lorraine, le Renouveau français, le GUD et les Jeunesses nationalistes révolutionnaires de Serge Ayoub, participent à cette manifestation.
En 2018, des militants du parti néofasciste italien CasaPound se rendent au défilé. Il s'agit également de la première année lors de laquelle le Bastion sociale participe à la manifestation à Paris. En 2019, France-Soir note l'absence d'Alexandre Gabriac, autrefois habitué à ces rassemblements ; ainsi que d'Yvan Benedetti, pourtant président de L'Œuvre française dont faisait partie Sébastien Deyzieu. En 2022, le défilé rassemble notamment L'Alvarium, le Rassemblement étudiant de droite, et des membres du Collectif Némésis.
En 2023, le groupe néonazi violent Division Martel participe au service d'ordre et agresse un passant en marge de la manifestation. Plusieurs militants nationalistes-révolutionnaires participent également au rassemblement,. Parmi les manifestants sont également présents des proches supposés de Marine Le Pen, Axel Loustau et Olivier Duguet. Interrogée à ce sujet sur Sud Radio, Marine Le Pen nie cependant que les personnes concernées soient ses proches, et se désolidarise de la manifestation.
En 2025, des militants venus de Hongrie, d'Allemagne, d'Italie et d'Espagne se joignent au défilé. Sont également présents Marc de Cacqueray-Valménier, figure de proue des nationalistes-révolutionnaires, Jean-Eudes Gannat, dirigeant de L'Alvarium, Raphaël Ayma, ancien collaborateur parlementaire d'un député Rassemblement national, Axel Loustau, et le groupe Novelum Carcassonne. 13 personnes sont interpellées, parmi lesquelles des contre-manifestants.

## Affluence
D'après Libération, la manifestation tombe en désuétude durant les années 2000.

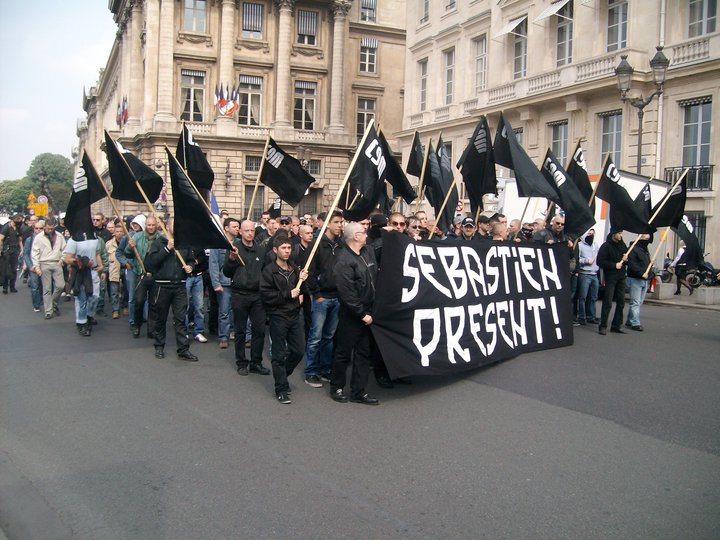
Marche du Comité du 9-Mai de 2010.

En 2010, la commémoration a lieu le même jour que la fête de Jeanne d'Arc. Ainsi, jusqu'à 700 personnes défilent de la place de la Madeleine jusqu'à la statue de Jeanne d'Arc, place des Pyramides.
En mai 2017, le défilé ne rassemble que 80 personnes. En 2017, selon Libération, la reprise en main du C9M par ZVP et le Bastion social fait reprendre de l'ampleur à ces rassemblements. En 2018, le nombre de participants à la marche du C9M augmente considérablement, plus de 170 personnes se rendant au défilé. En 2019, environ 300 personnes défilent lors de la marche commémorative,.
En 2020, en raison de la pandémie de Covid-19, seule une dizaine de militants se rendent à la commémoration. En 2022, près de 300 personnes manifestent. En 2023, la manifestation rassemble 550 participants, selon la préfecture. En 2024, plus de 600 militants d'extrême droite, et jusqu'à 850 selon BFMTV, défilent dans les rues,,. En 2025, un millier de personnes défilent à l'appel du C9M.

## Interdictions
En 2008, le préfet de police de Paris, Michel Gaudin, interdit le défilé en raison des « risques de confrontation qui n'ont jamais été aussi grands » entre manifestants d'extrême droite et militants d'extrême gauche.
En 2023, la manifestation fait scandale, surtout à gauche, dans un contexte de nombreuses manifestations syndicales interdites dans le cadre de l'opposition à la réforme des retraites,. Le préfet Laurent Nuñez répond à la polémique en assurant ne pas avoir eu de motif juridique suffisant pour faire interdire la manifestation. Le lendemain, l'exécutif opère un revirement et le ministre de l'Intérieur Gérald Darmanin demande au préfet de prendre des arrêtés d'interdiction contre les demandes de manifestation émanant de l'ultradroite,.
En 2024, la préfecture de police de Paris interdit le rassemblement, craignant des troubles à l'ordre public et des propos nationalistes,,. La manifestation est finalement autorisée par le tribunal administratif, l'arrêté préfectoral étant suspendu, arguant que cela violait la liberté de manifester,,.
En 2025, initialement interdite par la Préfecture de police de Paris, le tribunal administratif de Paris autorise finalement la manifestation. La préfecture de police et le ministre de l'Intérieur Bruno Retailleau saisissent la justice après le déroulement de la manifestation, pour des faits de dissimulation volontaire de visage et des gestes et symboles néonazis.

## Contre-manifestations
Depuis 2003, « afin de répondre dans la rue à ces manifestations », les militants antifascistes du Réseau No Pasarán, du Scalp, de la Confédération nationale du travail (CNT), de la Fédération anarchiste, de SUD Étudiant et d'Alternative libertaire se mobilisent,.
En 2005, le SCALP-REFLEX et la CNT organisent une contre-manifestation. En 2007, 200 manifestants antifascistes réunis pour contre-manifester sont arrêtés « préventivement ».
En 2025, une contre-manifestation « antifasciste et antiraciste » prévue au même endroit est interdite, tandis que le rassemblement du C9M est finalement autorisé. Plusieurs contre-manifestants sont interpellés.

## Atteintes à la liberté de la presse
En 2023, des militants assurant le service d'ordre de la manifestation refusent à des journalistes de prendre des photos du rassemblement, bien qu'il soit public. Mediapart estime que la manifestation « s’est déroulée dans un climat de grande hostilité à l’égard de la presse et était encadrée par un dispositif de police sous-dimensionné au vu de sa dangerosité ».
En 2024, les journalistes sont empêchés de prendre des photos ou des vidéos par le service de sécurité du C9M,,.

## Chronologie des rassemblements du Comité du 9 Mai
| Année     | Faits marquants | Affluence (est.)                           | Principaux mouvements                             | Sources           |
| --------- | --- | ------------------------------------------ | ------------------------------------------------- | ----------------- |
| 1994      | Manifestation du 7 mai interdite ; mort de Sébastien Deyzieu ; création du C9M ; occupations de Fun-Radio et du Conseil général ; marche silencieuse du 16 mai. | ≈ 100 (place Denfert) ; ≈ 2 000 (16 mai).  | GUD, JNR, FNJ                                     | ,                 |
| 1995–1999 | Rassemblement maintenu chaque 9 mai ; pas d’incident notable médiatisé.                                                                                         | n.d.                                       | idem                                              | [réf. nécessaire] |
| 2000–2004 | Manifs modestes ; premières contre-manifs antifascistes signalées (No Pasarán, SCALP-CNT) dès 2003.                                                             | « quelques centaines » (estim. militantes) | GUD, Œuvre française, identitaires                | [ 46 ]            |
| 2008      | Préfecture interdit le cortège en raison de risques de troubles.                                                                                                | Manifestation interdite                    | —                                                 | [ 47 ]            |
| 2010      | Défilé couplé à la Fête de Jeanne d’Arc ; « sortie sociale » (thèmes Continental, agriculture) ; tensions CGT/Sud-Rail.                                         | ≈ 700                                      | NDP, Terre & Peuple, GUD, JNR, Renouveau français | [ 48 ]            |
| 2017      | Relance par ZVP et Bastion social ; faible mobilisation. | 80                                         | ZVP, Bastion social                               | [ 49 ]            |
| 2018      | Retour de CasaPound Italie ; hausse de participation. | > 170                                      | Bastion social, CasaPound, ZVP                    | [ 50 ]            |
| 2019      | ≈ 300 (Préfecture) ; slogan « Europe jeunesse révolution ». | 300                                        | Bastion social, ZVP                               | [ 51 ]            |
| 2020      | Mobilisation minimale (Covid-19). | ≈ 10                                       | ZVP, Alvarium                                     | [ 52 ]            |
| 2022      | Rebond post-Covid ; retour au parcours Denfert-Rochereau → Panthéon.                                                                                            | 300                                        | ZVP, Alvarium, Collectif Némésis                  | [ 53 ]            |
| 2023      | 550 (Préfecture) ; présence d’Axel Loustau ; agressions de journalistes.                                                                                        | 550                                        | ZVP, scissions Bastion social, Division Martel    | ,                 |
| 2024      | 30ᵉ anniversaire ; interdiction préfectorale suspendue ; 600-850 part. ; saluts nazis signalés.                                                                 | 1200 (dénomb. militant)                    | ZVP, Alvarium, délégations EU                     | ,                 |
| 2025      | Interdiction préfectorale suspendue ; ≈ 2 000 part. ; 13 interpellations ; délégations IT, ES, DE, HU.                                                          | ≈ 2 000 (dénomb. militant)                 | C9M (Marc de Cacqueray-Valménier & alliés)        | ,                 |

#### Témoignages
- Frédéric Chatillon, Thomas Lagane et Jack Marchal, Les Rats maudits. Histoire des étudiants nationalistes 1965-1995, Édition des Monts-d'Arrée, 1995, chapitre 6, « Le parcours des combattants. Les années Intifada », p. 139-145.

#### Défilé 2007
- Karl Laske, « À Paris, défilé cagoulé d'extrémistes de droite », Libération, 11 mai 2007

#### Ouvrages généraux
- Jacques Leclercq, Dictionnaire de la mouvance droitiste et nationale, de 1945 à nos jours, L'Harmattan, 2008, 695 p. (ISBN 9782296064768)
- Jacques Leclercq, Droites conservatrices, nationales et ultras : Dictionnaire 2005-2010, L'Harmattan, 2010, 228 p. (ISBN 9782296082649)